# Liste der Baudenkmale in Tosterglope
In der Liste der Baudenkmale in Tosterglope sind die Baudenkmale der niedersächsischen Gemeinde Tosterglope und ihrer Ortsteile aufgelistet. Die Quelle der  Baudenkmale und der Beschreibung ist der Denkmalatlas Niedersachsen. Der Stand der Liste ist der 29. Januar 2023.
In den Spalten befinden sich folgende Informationen:
- Lage: die Adresse des Baudenkmales und die geographischen Koordinaten. Kartenansicht, um Koordinaten zu setzen. In der Kartenansicht sind Baudenkmale ohne Koordinaten mit einem roten Marker dargestellt und können in der Karte gesetzt werden. Baudenkmale ohne Bild sind mit einem blauen Marker gekennzeichnet, Baudenkmale mit Bild mit einem grünen Marker.
- Bezeichnung: Bezeichnung des Baudenkmales
- Beschreibung: die Beschreibung des Baudenkmales. Unter § 3 Abs. 2 NDSchG werden Einzeldenkmale und unter § 3 Abs. 3 NDSchG Gruppen baulicher Anlagen und deren Bestandteile ausgewiesen.
- ID: die Objekt-ID des Baudenkmales
- Bild: ein Bild des Baudenkmales, ggf. zusätzlich mit einem Link zu weiteren Fotos des Baudenkmals im Medienarchiv Wikimedia Commons. Wenn man auf das Kamerasymbol klickt, können Fotos zu Baudenkmalen aus dieser Liste hochgeladen werden:

## Tosterglope

### Gruppe: Im alten Dorfe 3 und 5
Die Gruppe hat die ID 34327739. Hofanlage mit Wohn-/Wirtschaftsgebäude und Scheune. Wohn-/Wirtschaftsgebäude steht quergelagert zum Dorfplatz. Scheune im Nordosten an der Ringstraße.

| Lage                                          | Bezeichnung               | Beschreibung | ID       | Bild |
| --------------------------------------------- | ------------------------- | --- | -------- | ---- |
| Im alten Dorfe 3 53° 12′ 37″ N, 10° 49′ 17″ O | Wohn-/ Wirtschaftsgebäude | Traufständiger, eingeschossiger Fachwerkbau in Zweiständerbauweise mit Backsteinausfachung und unter Halbwalmdach ursprünglich in Weichdeckung. Bauinschrift am Wirtschaftsgiebel. Errichtet 1853(i). | 28835781 | BW   |
| Im alten Dorfe 5 53° 12′ 38″ N, 10° 49′ 17″ O | Scheune                   | Fachwerkbau mit Backsteinausfachung und unter Halbwalmdach ursprünglich in Weichdeckung. Außermittige Längseinfahrt. Errichtet zweite Hälfte 19. Jh.                                                  | 28835763 | BW   |

### Einzelbaudenkmale
| Lage                                                | Bezeichnung | Beschreibung | ID       | Bild |
| --------------------------------------------------- | ----------- | --- | -------- | ---- |
| Im Alten Dorfe 1 53° 12′ 36″ N, 10° 49′ 21″ O       | Scheune     | Traufständiger, eingeschossiger Fachwerkbau mit Backsteinausfachung unter Halbwalmdach in Faserzementrautendeckung. Ausmittige Längsdurchfahrt. Inschrift am nördlichen Giebel. Errichtet 1875(i). | 28835820 | BW   |
| Neuhauser Straße 11 53° 12′ 33″ N, 10° 49′ 17″ O    | Wohnhaus    | Traufständiger, eingeschossiger Backsteinbau auf behauenem Feldsteinsockel mit ausgebautem Drempelgeschoss unter Satteldach in Hohlpfannendeckung. Symmetrische Fassadengliederung mit dreiachsiger Eingangszone mit Zwerchhaus, übergiebelter verzierter Eingangstür und Rundbogenfenstern. Reiche Gliederung mit Ziegeldekor. Errichtet etwa 1900. | 28835896 |      |
| Neuhauser Straße 14/16 53° 12′ 33″ N, 10° 49′ 21″ O | Scheune     | Giebelständiger Fachwerkbau mit Backsteinausfachung und unter Halbwalmdach ursprünglich in Weichdeckung. Inschriften am nördlichen Giebel. Errichtet 1842(i). | 28835877 | BW   |

## Horndorf

### Einzelbaudenkmale
| Lage                                        | Bezeichnung   | Beschreibung | ID       | Bild |
| ------------------------------------------- | ------------- | ------------ | -------- | ---- |
| Gut Horndorf 2 53° 11′ 52″ N, 10° 47′ 41″ O | Zehntspeicher |              | 28835705 | BW   |

## Köhlingen

### Einzelbaudenkmale
| Lage                                     | Bezeichnung | Beschreibung | ID       | Bild |
| ---------------------------------------- | ----------- | --- | -------- | ---- |
| Köhlingen 1 53° 12′ 57″ N, 10° 50′ 1″ O  | Wohnhaus    | Traufständiger, eingeschossiger Backsteinbau über Feldsteinquadersockel mit Drempelgeschoss unter Satteldach. Mittig die Zugänge auf beiden Langseiten mit Zwerchhäusern übergiebelte, nur leicht vorstehende Risalite. Hiervor auf Ostseite zweiläufige Freitreppe, auf Westseite Terrasse. Gliederung der Fassade mit Ziegeldekor. Errichtete 1870. | 28835498 | BW   |
| Köhlingen 2 53° 12′ 54″ N, 10° 50′ 10″ O | Wohnhaus    | Eingeschossiger Backsteinbau mit Drempelgeschoss unter Satteldach in Faserzementrautendeckung. Mittig über den Eingängen auf beiden Langseiten mit Zwerchhäusern übergiebelte, nur leicht vorstehende Risalite. Gliederung der Fassade mit Ziegeldekor. Errichtete etwa 1870.                                                                         | 28835518 | BW   |

## Ventschau

### Einzelbaudenkmale
| Lage                                           | Bezeichnung | Beschreibung | ID       | Bild |
| ---------------------------------------------- | ----------- | --- | -------- | ---- |
| Hauptstraße 3 / 3a 53° 12′ 20″ N, 10° 51′ 1″ O | Deputathaus | Traufständiger, langgestreckter, einstöckiger Fachwerkbau mit Backsteinausfachung unter Halbwalmdach ursprünglich in Weichdeckung. Inschrift auf Türsturz. Errichtet 175(?)(i).             | 28835667 | BW   |
| Hauptstraße 9 / 11 53° 12′ 17″ N, 10° 51′ 5″ O | Deputathaus | Traufständiger, langgestreckter einstöckiger Fachwerkbau mit Backsteinausfachung und unter Halbwalmdach. Nordgiebel tw. aus Backstein gemauert. Inschrift am Nordgiebel. Errichtet 1851(i). | 28835648 | BW   |

## Ehemalige Baudenkmale
| Lage                               | Bezeichnung              | Beschreibung                   | ID | Bild |
| ---------------------------------- | ------------------------ | ------------------------------ | -- | ---- |
| Nr. 3 53° 12′ 33″ N, 10° 49′ 20″ O | Wohn-/Wirtschaftsgebäude | Das Haus existiert nicht mehr. |    | BW   |